# Cukoripari Kutató Intézet
A "CUKORKUTATÓ" Cukoripari Kutató Intézet Kft., röviden Cukorkutató magyarországi cég, amely a cukoriparral kapcsolatos műszaki tanácsadási tevékenységet végez.

## Története
Állami intézményként alakult; működéséről a Népgazdasági Tanács 200/10/1949 számú határozata alapján a 4175/1949. számú kormányrendelet rendelkezett. A felügyeleti szerve a Könnyűipari Minisztérium volt. (Az intézet felszerelése a cukorgyárakból származott.) Feladata a gyártási eljárások modernizálásával a cukor önköltségének csökkentése volt. A Herman Ottó úton helyet kapott intézet első igazgatója a sarkadi cukorgyár mérnöke, dr. Oplatka György lett. 1956-ban Oplatka György és több munkatársa emigrált, utódját, a pályáját a mezőhegyesi cukorgyárban kezdő Zsigmond Andrást (1917–1985) csak 1958-ban nevezték ki. Az 1960-as évek elején a telephelyet a Központi Élelmiszeripari Kutató Intézet kapta meg, így a Cukorkutató átköltözött a jelenlegi, Tolnai Lajos utcai épületbe. 1977-ben szolnoki székhellyel megalakult a Cukortermelési Kutatóintézet a Cukorkutató és a Sopronhorpácsi Répatermesztési Kutatóintézet összevonásával; a cukorkutató Cukortermelési Kutató Intézet Ipari Kutató Állomása Budapest néven működött egészen 1990-ig, amíg ismét önálló intézetté vált. 1981 és 1990 között az intézet igazgatói tisztségét a kaposvári cukorgyár vegyészmérnöke, dr. Tegze Miklós töltötte be, őt 1990-ben dr. Zsigmond András követte.
Az intézet 1994. január 1-ével korlátolt felelősségű társasággá alakult át, majd 1997 februárjában a dolgozókból és az intézet nyugdíjas kutatóiból álló CKI Kft. vásárolta meg. Az egymillió forint jegyzett tőkéjű cég ötszázszoros áron kelt el.
Nevezetes munkatársai voltak Gryllus Vilmosné, Téri Tihamér (1888–1964), Tóth-Zsiga István (1924–2004), Vavrinecz Gábor (1896–1979) és Vukov Konstantin (1920–1991). 

## Tevékenysége
A tevékenység három súlypontja az energiagazdálkodás, a gyártási technológia és az irányítástechnika volt; az első években ezek mellett a répatermesztés és tárolás kérdéseivel is foglalkoztak. Az intézet közreműködésével a hősémák optimalizálása és a hulladékhő hasznosítása révén a cukorgyárak gőzfogyasztása a felére, egyes gyárakban a harmadára csökkent.
A technológiai fejlesztések területén kezdetben a szeletvágás és a lényerés optimalizálását célozták meg. A lényeréshez kapcsolódó elméleti munkák mellett kifejlesztették a folytonos J-diffuzőrt, amelyet először a hatvani cukorgyárban kísérleteztek ki, üzemi méretekben pedig a petőházi cukorgyárban állították fel 1956-ban. Az intézet szabadalmai közül a Zsigmond-rendszerű gyorsáramú bepárlót, illetve a Gryllus-féle ioncserélős híglélágyítási eljárást külföldön is értékesítették, tíz szabadalom pedig használatban maradt a magyarországi cukorgyárakban a rendszerváltozás után is.
Az 1960-as években hozták létre az automatikai osztályt; ennek az irányításával a hatvani és az ercsi cukorgyárakban vezérlőegységeket és szabályozóelemeket gyártottak a cukoripari folyamatirányításhoz. Az irányítástechnikai elemek sorozatgyártásának elterjedése után áttértek a folyamatirányító berendezések programozására.
A mikrobiológiai laboratórium kialakítása után fontos eredmény volt a mikroorganizmusok anyagcseréje által okozott cukorveszteség azonosítása illetve a nyersgyári fertőtlenítő eljárások kidolgozása.
A cukoripari műszaki szolgáltatásokon kívül az intézet más élelmiszeripari cégek számára is végez akkreditált laboratóriumi méréseket, illetve környezetvédelemmel kapcsolatos méréseket és felülvizsgálatot.